# Semmelweis Ignác
Semmelweis Ignác Fülöp (németül: Ignaz Philipp Semmelweis, Buda, 1818. július 1. – Döbling, 1865. augusztus 13.) magyar orvos, „az anyák megmentője”. 2013-ban az UNESCO Nemzetközi Tanácsadó Bizottsága A világ emlékezete program részének nyilvánította Semmelweis Ignác gyermekágyi lázzal kapcsolatos felfedezéseit, és azok dokumentumait.

## Gyermekkora
1818. július 1-jén a tabáni Palota utca (ma Apród utca) 1–3. alatti Meindl-házban látta meg a napvilágot, ahol édesapjának – a hienc (nyugat-magyarországi német) ősöktől származó Semmelweis Józsefnek (1778–1846) – jól menő fűszerüzlete is volt. Édesanyja Müller Teréz, Müller Fülöp módos krisztinavárosi sváb kocsigyártó és Anderl Teréz leánya. A szülők 1810. január 14-én kötöttek házasságot a Krisztinavárosban. Ignác (a tízből) ötödik gyerekként született, két bátyja ismert pesti kereskedő, Károly öccse pedig a Belvárosi római katolikus plébánia lelkésze volt. Ignácot a közeli Tabáni Plébániatemplomban keresztelték meg. (A kor következetlen anyakönyvezésére jellemző, hogy a tíz testvér vezetéknevét tízféleképpen írták; Semmelweiss, Semmelweis, Semelveisz stb.)

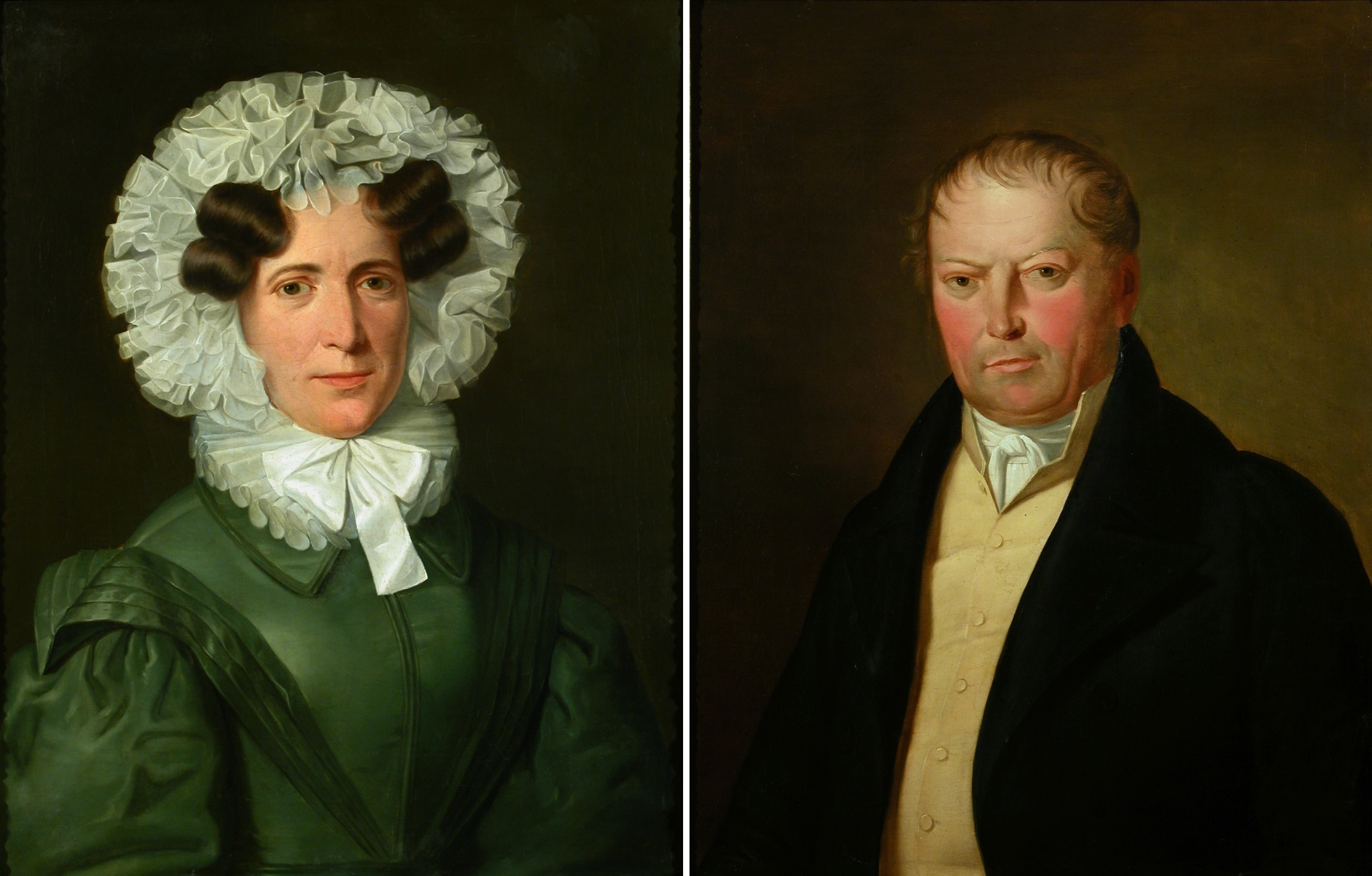
A szülők: Müller Terézia és Semmelweis József
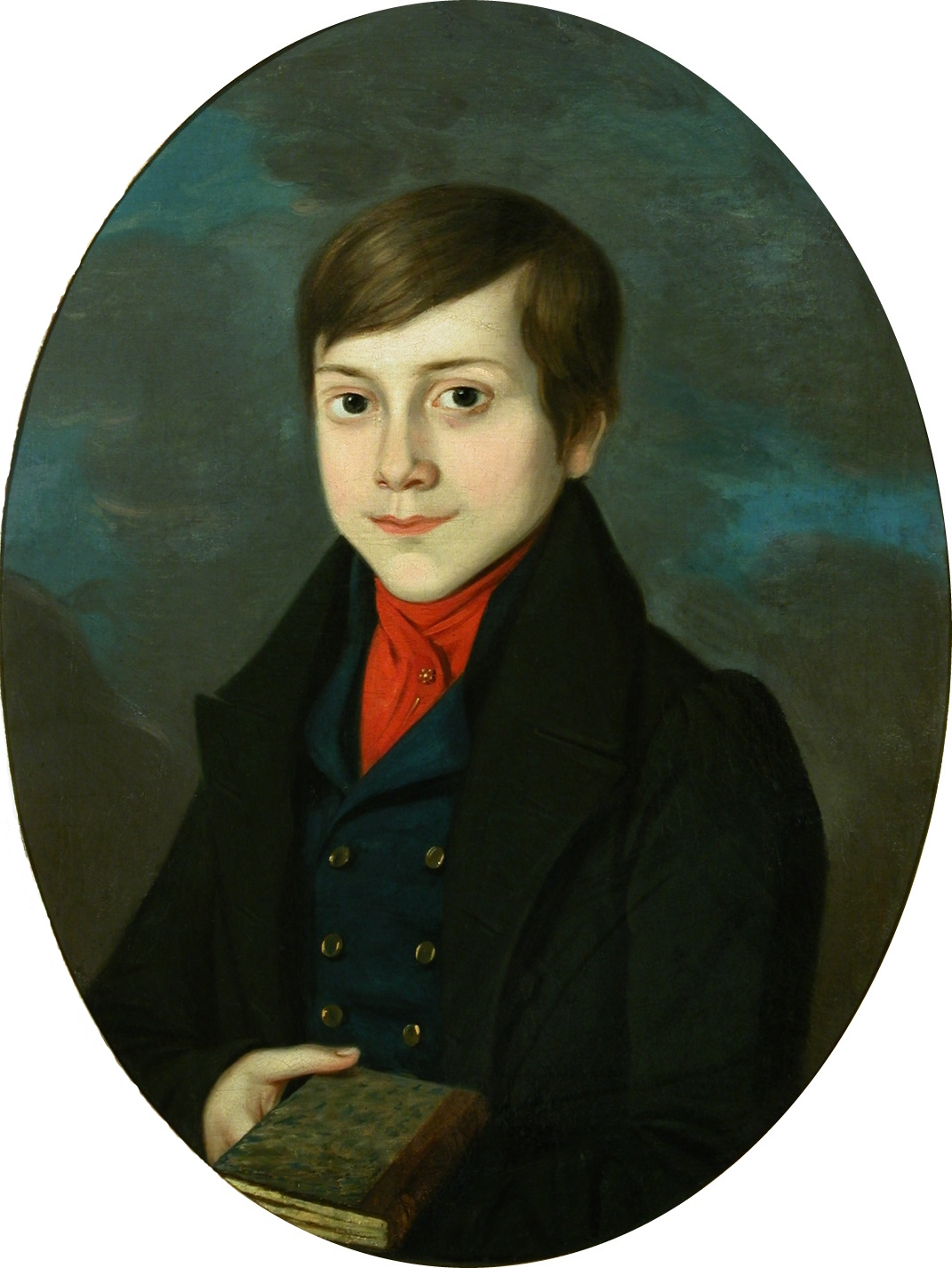
A gyermek Semmelweis portréja 1830-ból, Landau Lénárd festménye

## Tanulmányai
Elemi iskolai tanulmányait szülővárosában, Budán végezte, majd 11 évesen, 1829-ben a gimnáziumot is az ottani királyi gimnáziumban kezdte meg, és ott is fejezte be 1835-ben. Ebben követte fiútestvéreit, ugyanis 1820 és 1835 között mind a hat Semmelweis-fiú ebbe az iskolába járt, amely akkor a Várban, az Iskola tér (később Hess András tér) keleti oldalán állt. Ignác csupán a IV. gimnáziumi osztályt végezte 1832/1833-ban a székesfehérvári ciszterci gimnáziumban. Az iskolaváltásra azt adott okot, hogy a budai gimnáziumban 1832-ben súlyos fegyelmi gondok mutatkoztak, amit a Helytartótanács úgy oldott meg, hogy a piaristákat kérte föl a gimnázium vezetésére. Miután a helyzet rendeződni látszott, Ignácot szülei ismét visszahozták Budára.
Budai tanárai az 1. grammatikai osztályban Lux Ferenc, a 2-3. grammatikai osztályokban pedig Majorszky János földrajztudós volt, majd az 1. humanista osztályban Purgstaller (később Palotai) József piarista, filozófiai doktor, később akadémiai tag, a 2. humanista osztályban pedig Nagy Péter piarista. (Akkoriban a gimnáziumban egy osztályt egyetlen tanárra bíztak.) Utóbb mindkét piarista tanárát a rend magyarországi tartományfőnökévé választották.
Semmelweis Ignác gimnazista éveiben mindvégig a legjobb tanulók (eminens) között volt, utolsó tanéve végén, 1835-ben tanára, Nagy Péter az első három közé rangsorolta (Szemenecz Antallal és gróf Zichy Alfréddel együtt).
Egyetemi tanulmányait 1835-ben a pesti egyetemen kezdte. A két éves bölcsészeti képzés elvégzése után 1837 őszén jogot kezdett tanulni a Bécsi Egyetemen, de még abban a tanévben átiratkozott az orvosi karra. Az első évet ott végezte el, majd 1839 és 1841 között a pesti egyetem másod-harmad éves medikus hallgatója volt az Újvilág utca (Neue Weltgasse, később Semmelweis utca) és a Hatvani utca sarkán álló épületben. Az orvosi egyetem 4–5. évfolyamát ismét Bécsben végezte. Már korán magára vonta tanárai – különösen Karl von Rokitansky és Josef von Škoda – figyelmét. Az előbbi engedélyével éveken át, szinte naponta látogatta az anatómiarészleget, és számtalan boncolást végzett.

## Nehézségek hivatása gyakorlásában

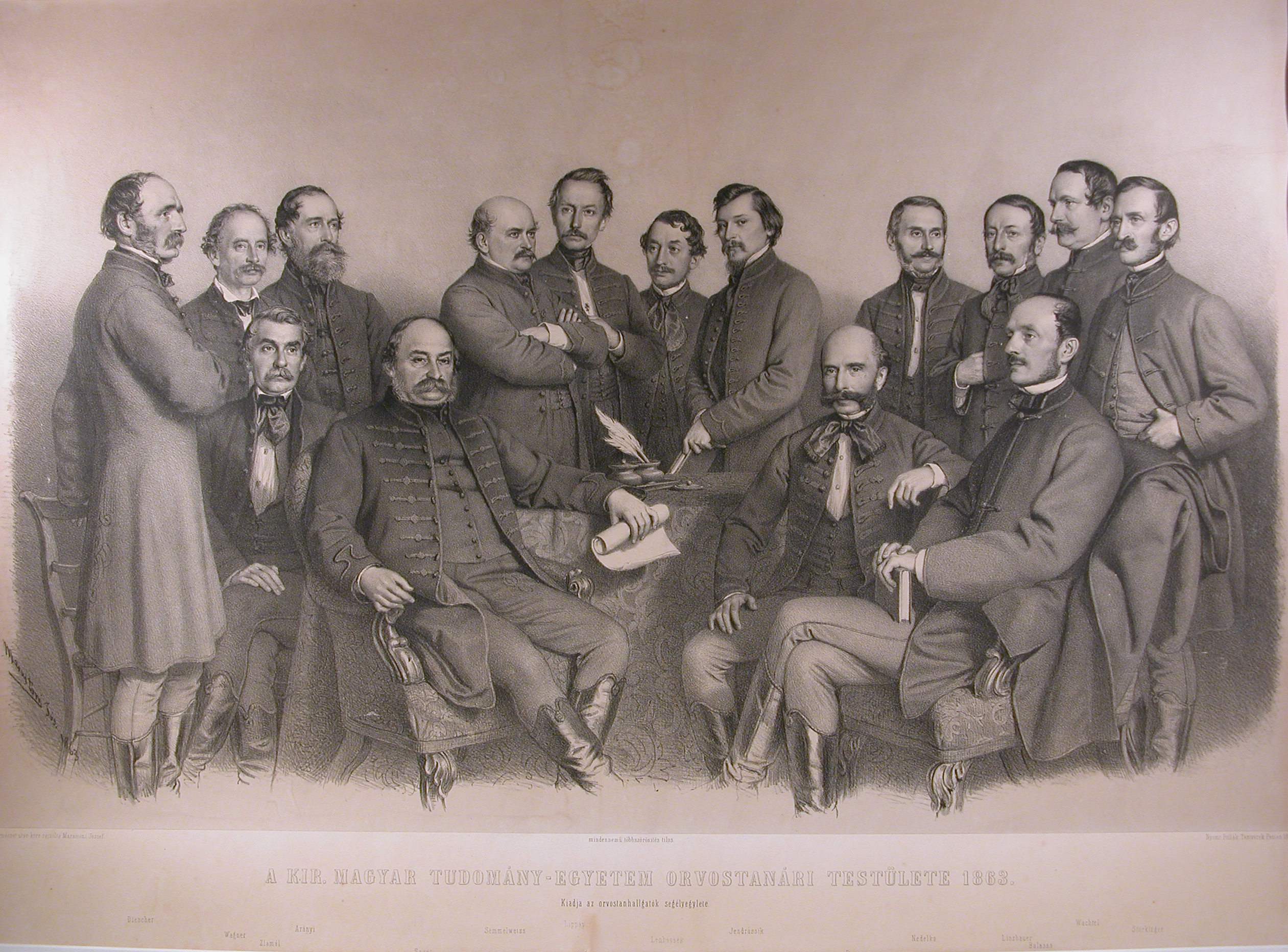
A Pesti Egyetem Orvoskarának tanárai, 1863-ban. Semmelweis keresztbe tett karral áll. Jobbra Balassa János ül, balra Diescher János, Semmelweis pesti hivatali utódja áll

1844. május 21-én Bécsben kapta meg orvosdoktori diplomáját, botanikai doktori értekezésével: Tractatus de Vita Plantarum. Még ebben az évben, augusztus 4-én szülészmesteri oklevelét is átvehette, és egy évvel később, 1845. november 30-án sebészdoktorrá avatták. Ezután rögtön tanársegédi állást kapott Johann Klein (1788–1856) professzor szülészeti klinikáján, a bécsi közkórházban, az Allgemeines Krankenhausban.
Néhány hónappal később Breit orvos-tanár, akinek helyére korábban felvették, visszatért, így Semmelweis elveszítette állását. Angol nyelvórákat vett, és a Dublinba való távozás gondolata foglalkoztatta, de visszahelyezték állásába, mivel Breit a Tübingeni Egyetem szülészeti tanszékének élére került. 1847-es itáliai (velencei) szakmai utazása után fájdalommal értesült barátja, kollégája haláláról; Jacob Kolletschka boncolás okozta vérmérgezésben hunyt el. Eltöprengett ezen és még az év márciusában felismerte, hogy az a betegség, amely barátja halálát okozta és az, amelyet gyermekágyi láz néven ismertek, azonosak.
Már Bécsben, majd 1851-től a pesti Szent Rókus Kórház szülészeti osztályának (nem tiszteletdíjas) főorvosaként kimutatta az aszeptikus (fertőzést megelőző) eljárások előnyeit a szülészetben és a sebészetben.
Mind gyakorlatával, mind írásaiban próbálta terjeszteni nézeteit, de sajnos az orvostársadalom nem vett róla tudomást.
Az antiszeptikus eljárások jelentőségét és annak bevezetését is csak Joseph Lister angol sebész meggyőző munkája (1877) nyomán, lassanként fogadta el az orvosszakma.
Semmelweis első megállapítása az volt, hogy a klórmeszes kézmosás megszünteti a kézen a boncolás utáni hullaszagot. A későbbi összefüggésre ennek alkalmazása közben jött rá. Ekkoriban a kórokozó baktériumokat még nem ismerték, ám ez nem akadályozta meg a klórt abban, hogy a kézre tapadt baktériumokat is megölje. Szinte ismeretlen magyar szülészként csak szélmalomharcot tudott folytatni a kor tekintélyes, és különböző (ma már bizonyítottan téves) elméleteket hirdető szülészeivel szemben. A mikroorganizmusok felfedezése, Louis Pasteur munkássága hozta meg az áttörést, ennek nyomán kezdett Lister is 1865-ben (Semmelweis halálának évében) a karbolsavas antiszepszissel foglalkozni.
A tisztaságra való törekvés általában jelen volt – bizonyára tapasztalati alapon – a különböző történelmi korok orvoslásában/sebészetében, de a korban messze nem olyan tudatosan és alaposan, ahogy manapság. Kivétel talán az egyes államok középkor végére eső gyakorlata a „Dreckapotheke”, amit Luther is megemlít.[vitatott]

## Felfedezése

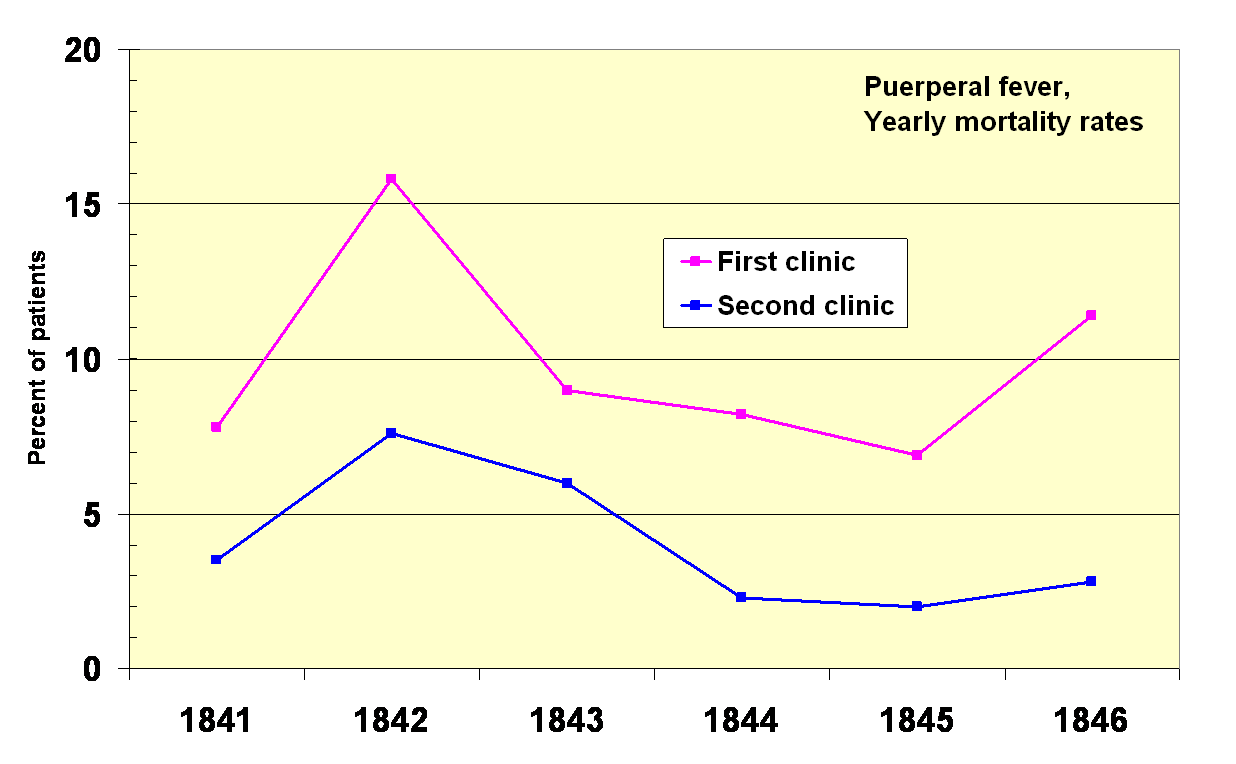
A gyermekágyi láz halálozási adatai a Bécsi Közkórház I. és II. sz. klinikáján, 1841-1846. Nyilvánvalóan az I. sz. klinikán volt nagyobb a mortalitás

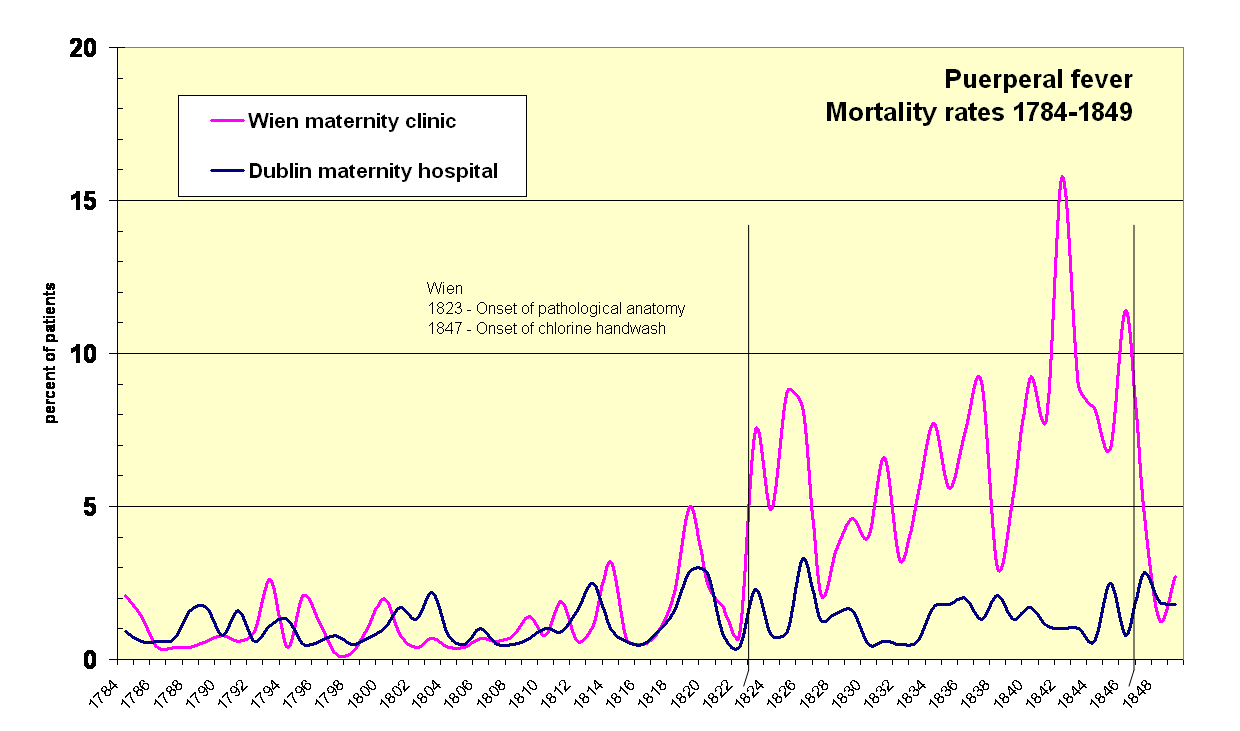
1861-es könyvében, Semmelweis bemutatja a kórbonctan 1823-as fellendülésének (első függőleges vonal) egybeesését a gyermekágyi láz áldozatai számának felfutásával. A második függőleges vonal a klóros kézmosás 1847-es bevezetésének időpontját jelzi. A dublini szülőotthon, ahol nem volt kórbonctan, 1784–1849 közötti történeti statisztikáját a kék görbe jeleníti meg

A bécsi közkórház szülészeti klinikáján 1847-ben rájött, hogy a gyermekágyi lázat az orvosok és orvostanhallgatók okozták azzal, hogy boncolás után átjártak az I. számú klinika szülészeti osztályára, és ott fertőtlenítetlen kézzel vizsgálták a várandósokat. A bábák nem végeztek boncolást, így a vérmérgezés eme speciális fajtája harmadannyi esetben fordult elő a szegényebbeket kiszolgáló II. számú klinikán, mint az orvosokén. A klórmészoldatos kézmosást Semmelweis antiszeptikumként ajánlotta kollégáinak. Felfedezését még abban az évben közzétette. 1847 májusában kötelezte az orvosokat, az orvostanhallgatókat és az ápolószemélyzetet a szülészeti osztályaira történő belépés előtti klórmész-oldatos kézmosásra, majd októberben kötelezővé tette az egyes betegek vizsgálata közötti klóros kézmosást is (ami könyékig, körömkefével végrehajtva negyedórás procedúra volt). Akkoriban ezek rendkívül népszerűtlen intézkedések voltak, a statisztikai bizonyítékokat pedig egyszerűen komolytalannak tartották. Így kezdődött szélmalomharca az akkori hivatalos, tudományos világgal, amely a mikroszkóp alkalmazásával (amit ő nem is használt) sem jutott erre az egyszerű, empirikus következtetésre. Az 1848-as év tavaszán Semmelweis több társával együtt tagja lett a bécsi forradalmi Nemzeti Gárdának, de eközben folyamatosan gyakorolta hivatását is.
|      | I. sz. klinika (orvosok) | I. sz. klinika (orvosok) | I. sz. klinika (orvosok) |  | II. sz. klinika (bábák) | II. sz. klinika (bábák) | II. sz. klinika (bábák) |
| év   | szülésszám               | elhalálozás              | arány (%)                |  | születésszám            | elhalálozás             | arány (%)               |
| 1841 | 3036                     | 237                      | 7,8                      |  | 2442                    | 86                      | 3,5                     |
| 1842 | 3287                     | 518                      | 15,8                     |  | 2659                    | 202                     | 7,6                     |
| 1843 | 3060                     | 274                      | 9,0                      |  | 2739                    | 164                     | 6,0                     |
| 1844 | 3157                     | 260                      | 8,2                      |  | 2956                    | 68                      | 2,3                     |
| 1845 | 3492                     | 241                      | 6,9                      |  | 3241                    | 66                      | 2,0                     |
| 1846 | 4010                     | 459                      | 11,4                     |  | 3754                    | 105                     | 2,8                     |

1847-ben a gyermekágyi lázban elhaltak aránya az orvosok szülészeti osztályán még kisebb lett, mint a bábákén. 1849. március 20-án Semmelweis tanársegédi megbízatása lejárt, és nem hosszabbították meg bécsi szerződését. Így 1850 októberében hazatért és 1851-től tiszteletbeli osztályvezető főorvosként irányította a pesti Szent Rókus Kórház szülészeti osztályát.
1855-ben a pesti egyetemen kinevezték az elméleti- és gyakorlati szülészet tanárává. 1857-ben a Zürichi Egyetem meghívta tanárnak, de inkább itthon maradt. Semmelweis hamarosan leköszönt a szülészeti osztály vezetéséről, ahol hat év alatt egy százalék alá szorította módszerével a gyermekágyi láz halandóságát.

## Házasságkötése és családalapítása

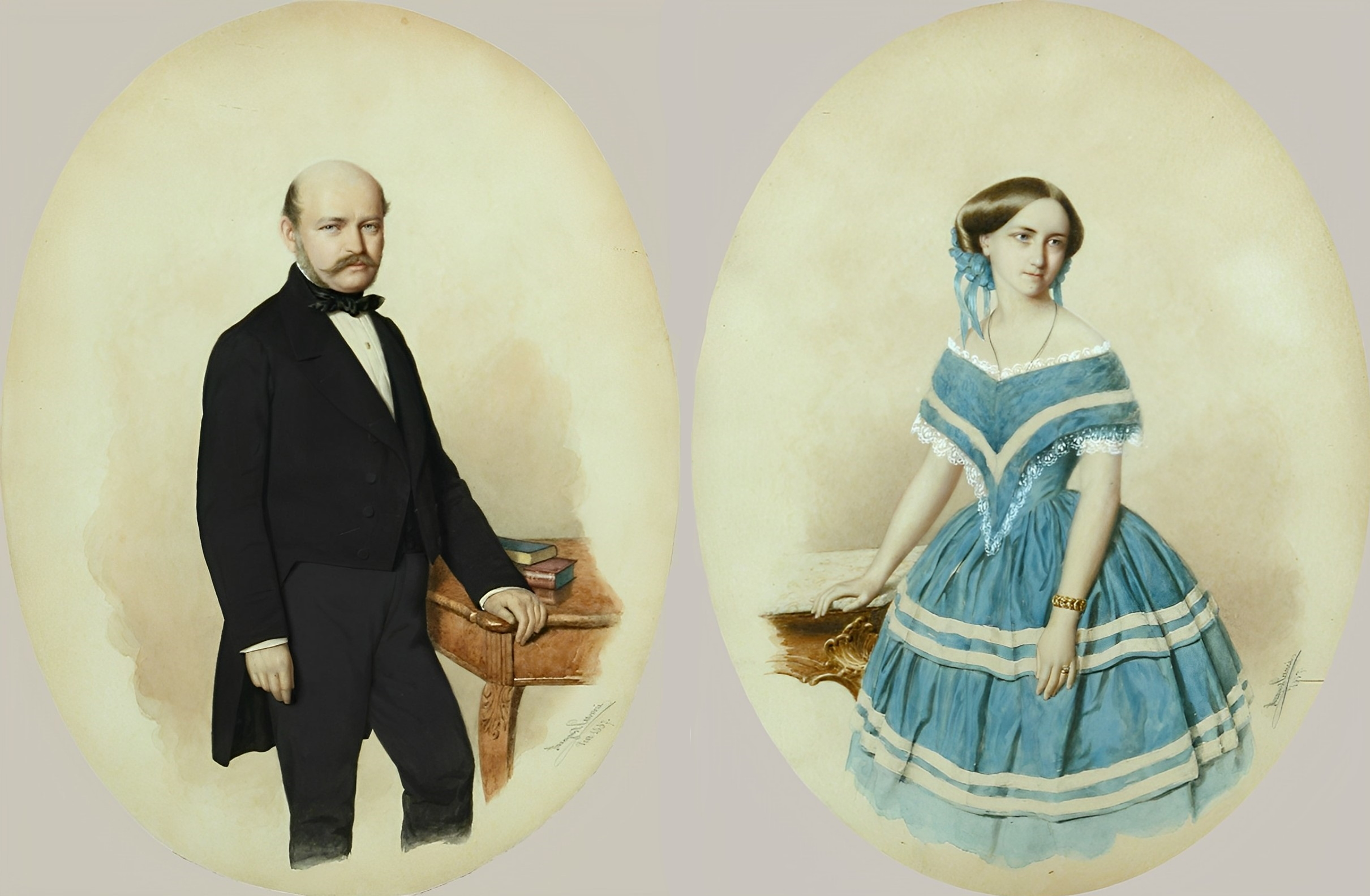
Semmelweis Ignác és Weidenhofer Mária
esküvői képe

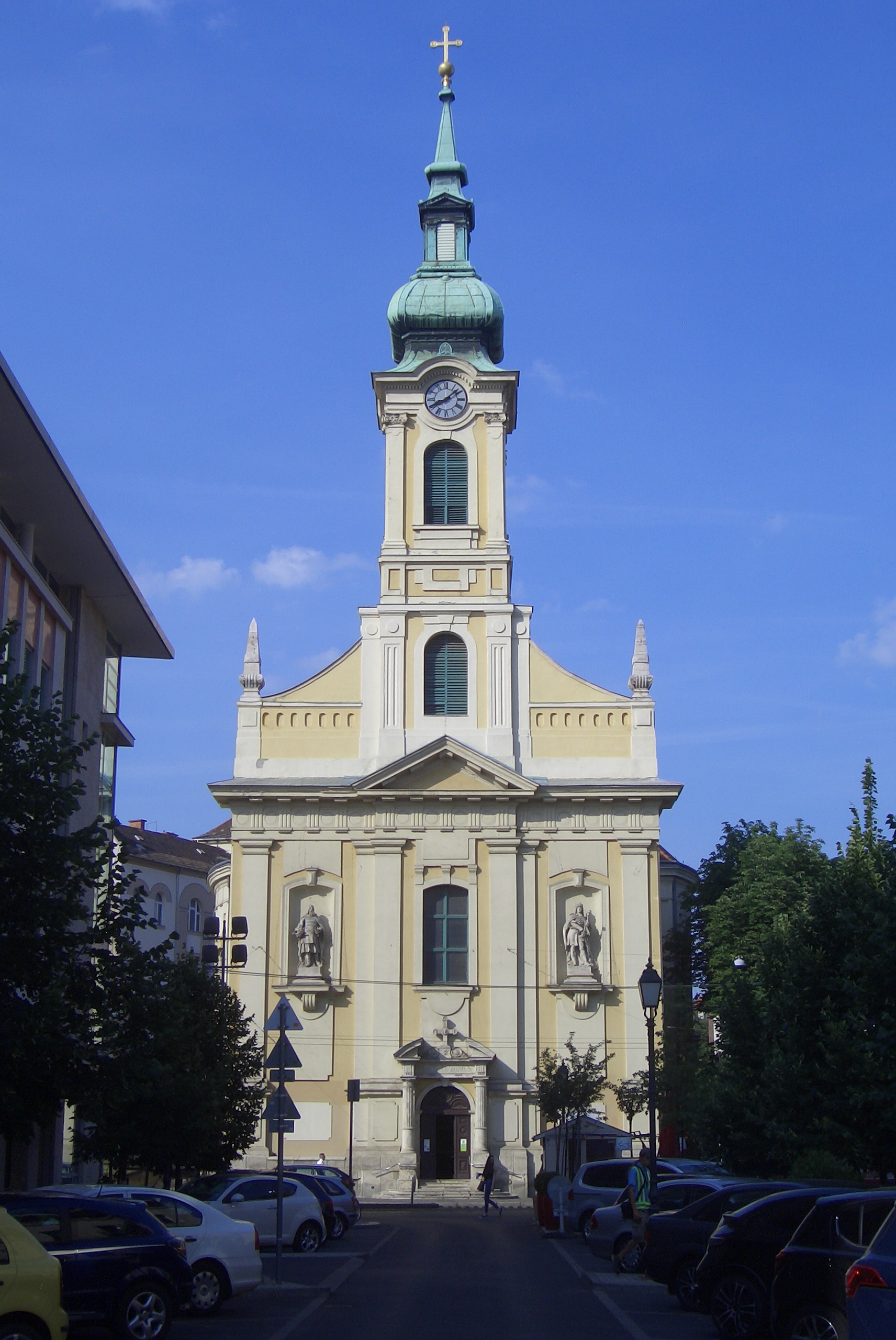
A Havas Boldogasszony-plébániatemplom a Krisztinavárosban

1857. június 1-jén a Krisztinavárosi Havas Boldogasszony-plébániatemplomban frigyre lépett a 19 éves Weidenhofer Máriával. Öt gyermekük született, közülük hárman megérték a felnőttkort, de csak egyiküknek születtek utódai.

## A kísérleti kóroktan megalapítója
Anélkül, hogy korában ismeretes lett volna a fertőző betegségek kóroktana, és azok emlős fajok között lehetséges átvitele, állatkísérleteket folytatott. Kilenc házinyulat korszakalkotó módon a gyermekágyi lázban elhunytaktól vett szövetkaparékkal megfertőzött. Mind a kilenc állat a betegség jellemző tüneteivel elhullott. Ezzel megcáfolta a kór okainak ma már nevetséges „tudományos magyarázatait” (miazmák, meteorológiai, csillagászati körülmények stb.). Semmelweis így úttörője volt a kísérleti kóroktan megalapításának is.

## Publikációi

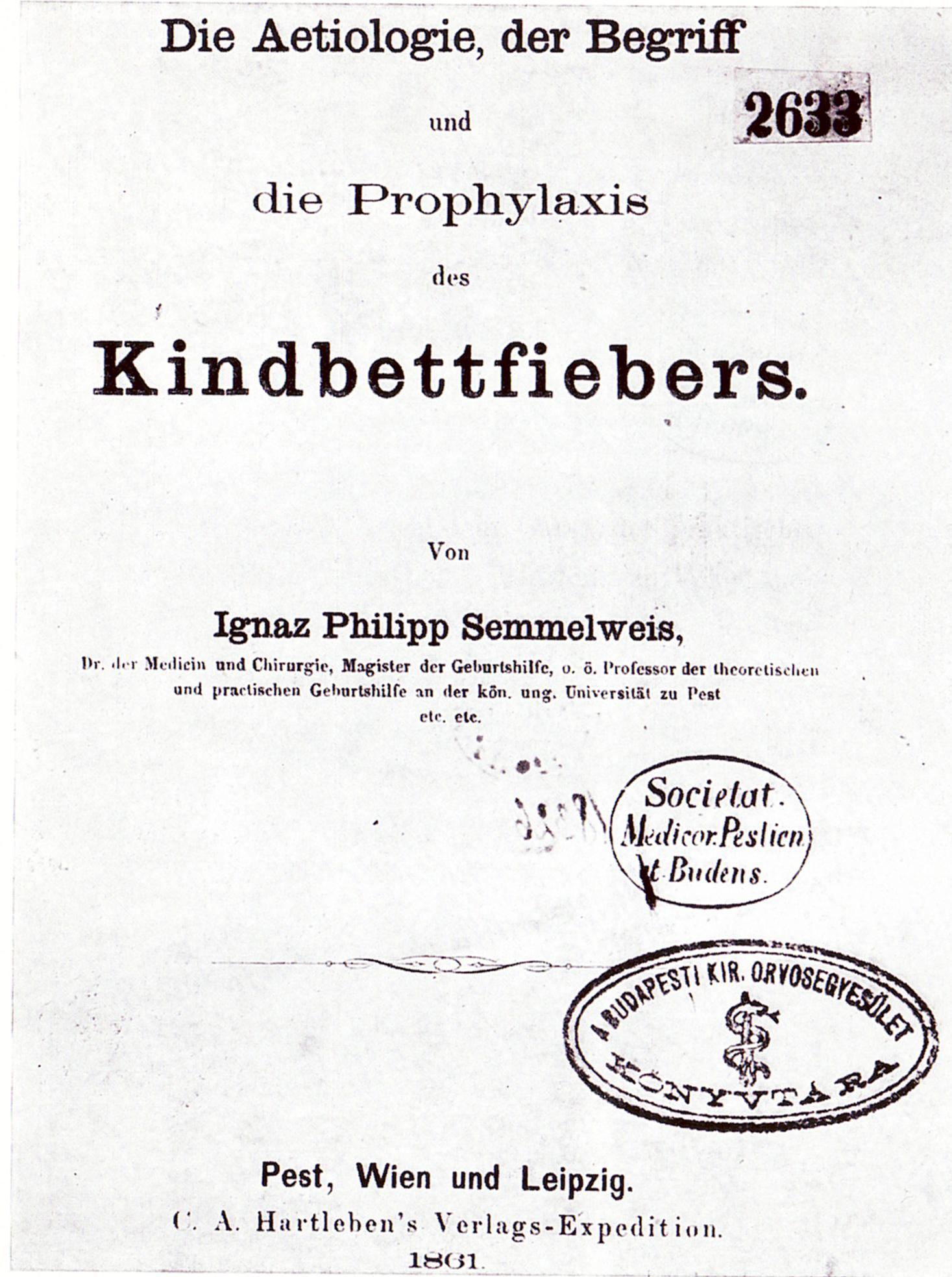
Semmelweis fő műve: Die Ätiologie, der Begriff und die Prophylaxis des Kindbettfiebers, 1861 (címlapja)

1858-ban, barátja, Markusovszky Lajos biztatására, az Orvosi Hetilapban A gyermekágyi láz kóroktana címmel publikálta felfedezését.
1859-ben az elavult, Újvilág utcai klinikát átköltöztették az Ország úti (ma Múzeum körút) Kunewälder-épületbe.
1860-ban Bécsben adatta ki 1861-es évszámmal megjelenő, német nyelvű könyvét (Die Aetiologie, der Begriff und die Prophylaxis des Kindbettfiebers = A gyermekágyi láz kóroktana, fogalma és megelőzése). Tanait, az osztályán gyakorlatban bizonyított hasznosságuk ellenére, az orvosi közvélemény visszautasította.
1862-ben százoldalas, nyomtatott nyílt levélben fordult a szülészorvosokhoz.

## Halála
1865 júliusa közepétől kollégái szerint magatartásában az elmezavar jelei mutatkoztak; július 31-én Bécsbe vitték, és Balassa doktor beutalta a döblingi elmegyógyintézetbe. Agresszív magaviselete miatt ápolói súlyosan bántalmazták, valószínűleg ennek következtében két hét után meghalt.
Halálának körülményei máig ismeretlenek, több különböző verziót állítottak fel az életrajzírói. Ezek között volt az, hogy szifilisz miatt utalták volna elmegyógyintézetbe, azonban Semmelweis maradványainak vizsgálata a szifiliszt kizárta. Más elképzelés szerint nem utalták elmegyógyintézetbe, hanem csellel került oda, ahol végül brutálisan agyonverték. Halála idején a teljes orvostársadalom ellene volt, mivel nem ismerték el, hogy ők maguk okoznák betegeik halálát, Semmelweis pedig nagy vehemenciával hirdette ezt.
Előbb a schmelzi temetőben temették el, temetésén sem kollégái, sem családtagjai nem jelentek meg. A temető felszámolása után, 1891-ben hamvait neje hazahozatta Kerepesi temetőbeli falsírboltjába. 1894-ben díszes, saját sírhelyet kapott a 21. parcellában, majd ezt 1930-ban kiemeltebb helyre (34/2-1-1) helyezték. Innen 1963-ban exhumálták és 1964 végén új sírba helyezték: szülőháza udvarának oldalfalába a Semmelweis Orvostörténeti Múzeumban.

## Jelentősége
Jó megfigyelőképessége és tapasztalatai, valamint a statisztikai adatok helyes értelmezése alapján Semmelweis lényegében az aszepszist vezette be a kórházi szülészetben, ezzel jelentősen csökkentve a gyermekágyi láz okozta halálozási arányt. Megfigyelte, hogy a klórvizes kézmosás megszünteti a boncolás utáni hullaszagot, eme tapasztalatai alapján osztályán előírta, jóllehet a kórokozó baktériumokat még nem ismerte. A klóros víz a kézre tapadt baktériumokat is elölte. Azt is megfigyelte, hogy a klórmész a gyermekágyi lázat meg tudja előzni. Módszerének elterjesztése érdekében szélmalomharcot vívott az akkori orvostársadalom tekintélyes képviselőivel. Ragaszkodott a kórtermek rendszeres takarításához, szellőztetéséhez, napoztatásához és a gyakori ágyhuzatcseréhez. A takarékosságból szennyes ágynemű felhúzását elbocsátással büntette. Eljárását mások nem alkalmazták, nem látván be az ok-okozati összefüggést. Hasznossága csak a kórokozók felfedezésével nyert bizonyítást.

## A halála körüli kérdések
A hivatalos verzió szerint (gennyvérűség) szepszis végzett vele, de sokan úgy gondolják, hogy a döblingi intézet megállapítása téves volt. Már korábban is a dementia luetica (lueszes elbutulás) jelei mutatkoztak rajta. Szifilisz-fertőzésének hipotézisét azonban 1965-ben – az akkor rendelkezésre álló eszközökkel – egy tudományos vizsgálat megcáfolni látszott. Nyilván a halála centenáriumán sem hangzott volna jól a vérbajos verzió, tekintve annak a köztudatban élő negatív felhangjait, pedig aki akkoriban rendszeresen boncolt, a fertőzést aligha kerülhette el. Ugyancsak gyakori volt a fertőzés a fogorvosok körében, amíg a kórokozó természetére fény nem derült, és a kórkép gyógyítása meg nem oldódott.
A 2000-ben megindult újabb orvostörténeti vizsgálódások teljes mértékben bizonyították Semmelweis betegségének okaként a paralysis progressivát, vagyis a hűdéses elmezavart (a nagyagyi kéreg krónikus lueses encephalitise), amit valószínűleg még fiatalkorában egy gyermekágyi lázban elhunyt vérbajos asszony boncolásakor szerzett kézsérülése révén kapott. Ennél a betegségnél az egyre súlyosabb elmezavar évtizedek alatt alakul ki. Semmelweis már halála előtt 3–4 évvel nagyon furcsán viselkedett, hozzátartozói többnyire igyekeztek távol tartani őt betegeitől.
A ma elfogadott diagnózist (paralysis progressiva) Benedek István fogalmazta meg Semmelweisről szóló könyveiben és szakcikkeiben, ami miatt sokat támadták. Az orvosok által lefolytatott legújabb orvostörténeti kutatások az ő megállapításának helyességét igazolták.
Semmelweis halálával kapcsolatban különös következtetésre jutott Garamvölgyi László ismert bűnügyi szakíró elméleti kriminalisztikai vizsgálódásaival. Ezek szerint az anyák megmentőjét brutálisan agyonverték a döblingi elmegyógyintézetben. A „cui prodest?” (kinek áll érdekében?) kérdésre a válasz, hogy szakmai tekintélyében megsértett ellensége bőven lehetett és betegségéből adódó fékezhetetlen őrjöngése ehhez csak kapóra jött. A Semmelweis halálának hátterében álló, valamilyen vele szembeni szakmai összeesküvést azonban messzemenően cáfolják az alapos, levéltári kutatásra és korabeli dokumentumokra épülő orvostörténeti vizsgálatok.
Dr. Czeizel Endre leírása szerint Semmelweis enyhén szólva „nehéz” ember volt, de nem volt elmebeteg. Elmegyógyintézetbe utalásáról feleségének panaszait követően háromtagú konzílium döntött, akik „lehetőséget láttak orvosi indokkal történő eltávolítására”. A tragikus véget azonban bizonyosan nem akarták, „nem számítottak a bécsi elmegyógyintézet ápolóinak brutális magatartására, sőt gyilkos tettére”. Az ápolók két alkalommal is nagyon súlyosan bántalmazták (a boncolási lelet többszörös végtagtörésről is szól), majd „megkötözve, orvosi ellátás nélkül, a sebei okozta vérmérgezésben hagyták elpusztulni”.
Semmelweis felesége később megváltoztatta nevét és morfinista lett; fia, Béla öngyilkosságot követett el.

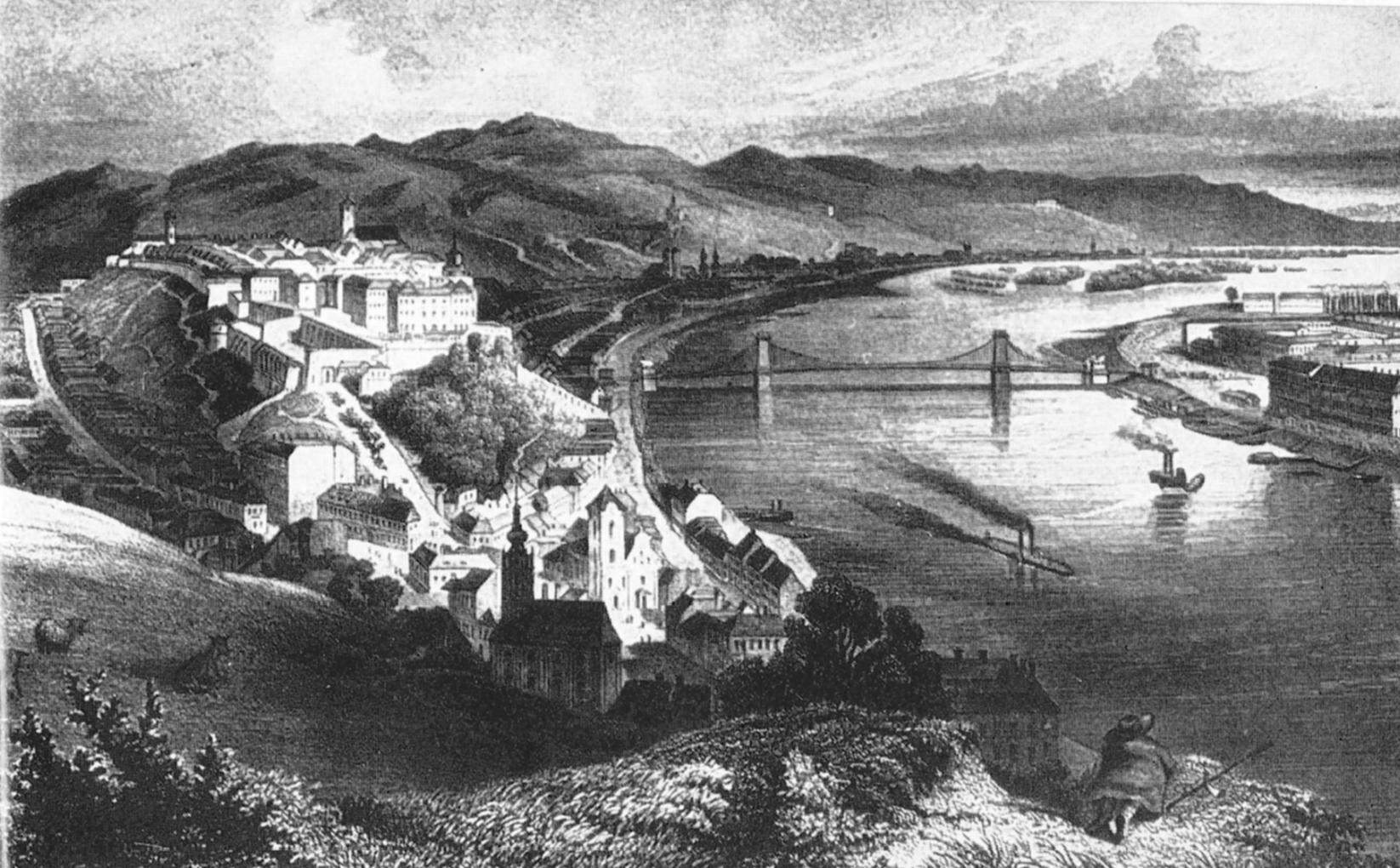
A budai vár madártávlatból és a Tabán, Semmelweis szülőhelye, az 1800-as évek közepén
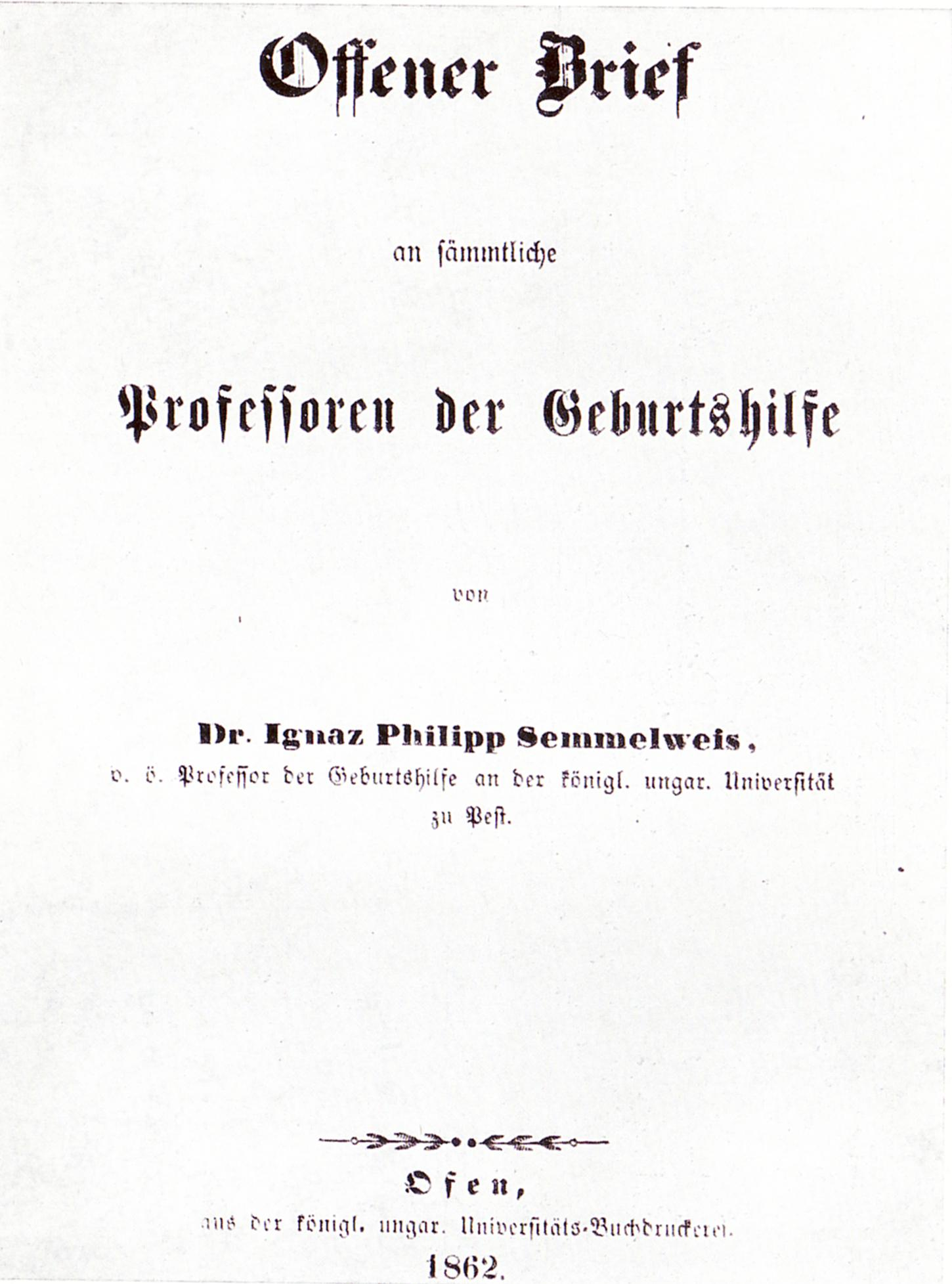
Semmelweis nyílt levele a szülészet összes tanárához, 1862
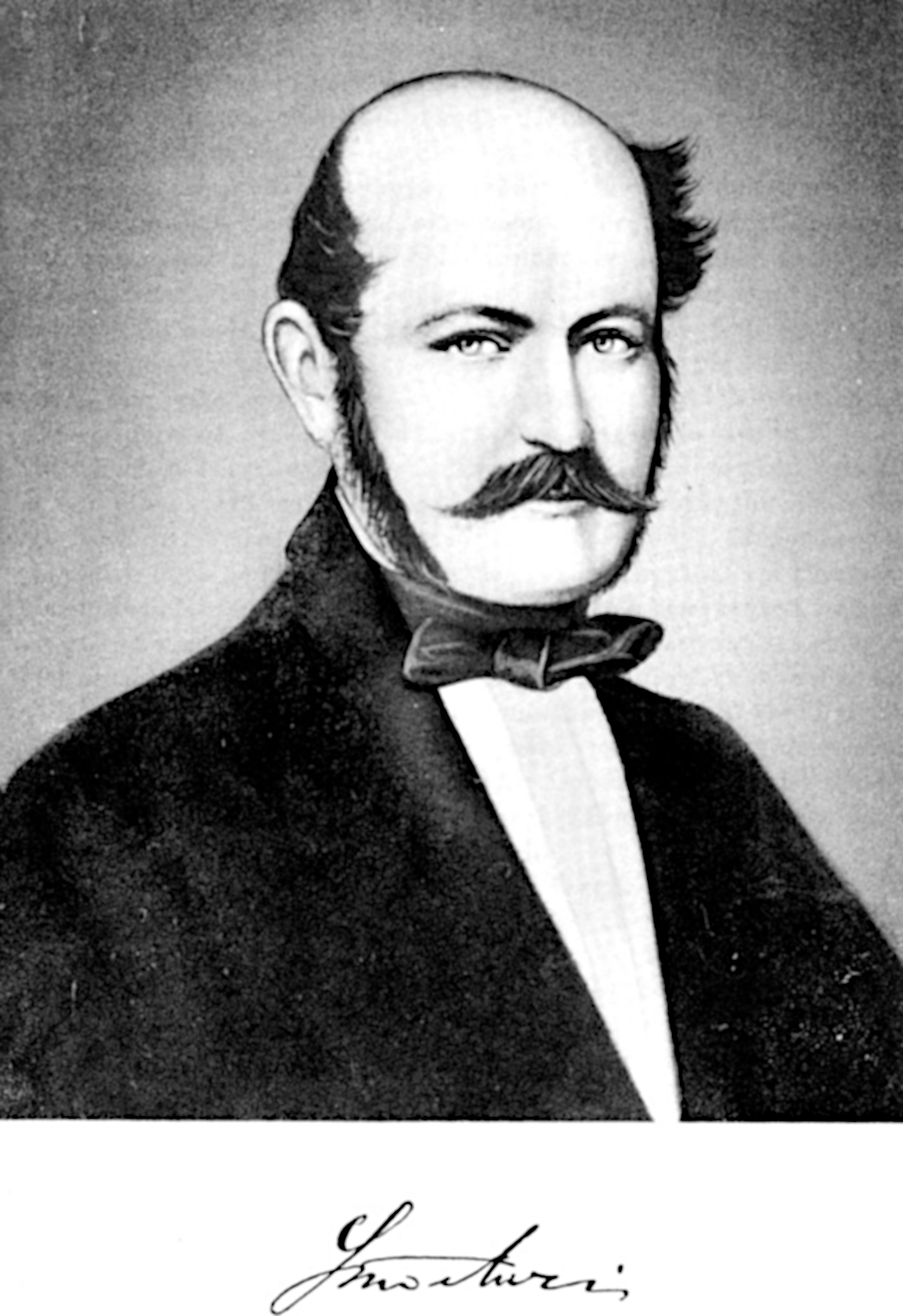
Az 1857-1864 közötti képek mutatják gyors öregedését
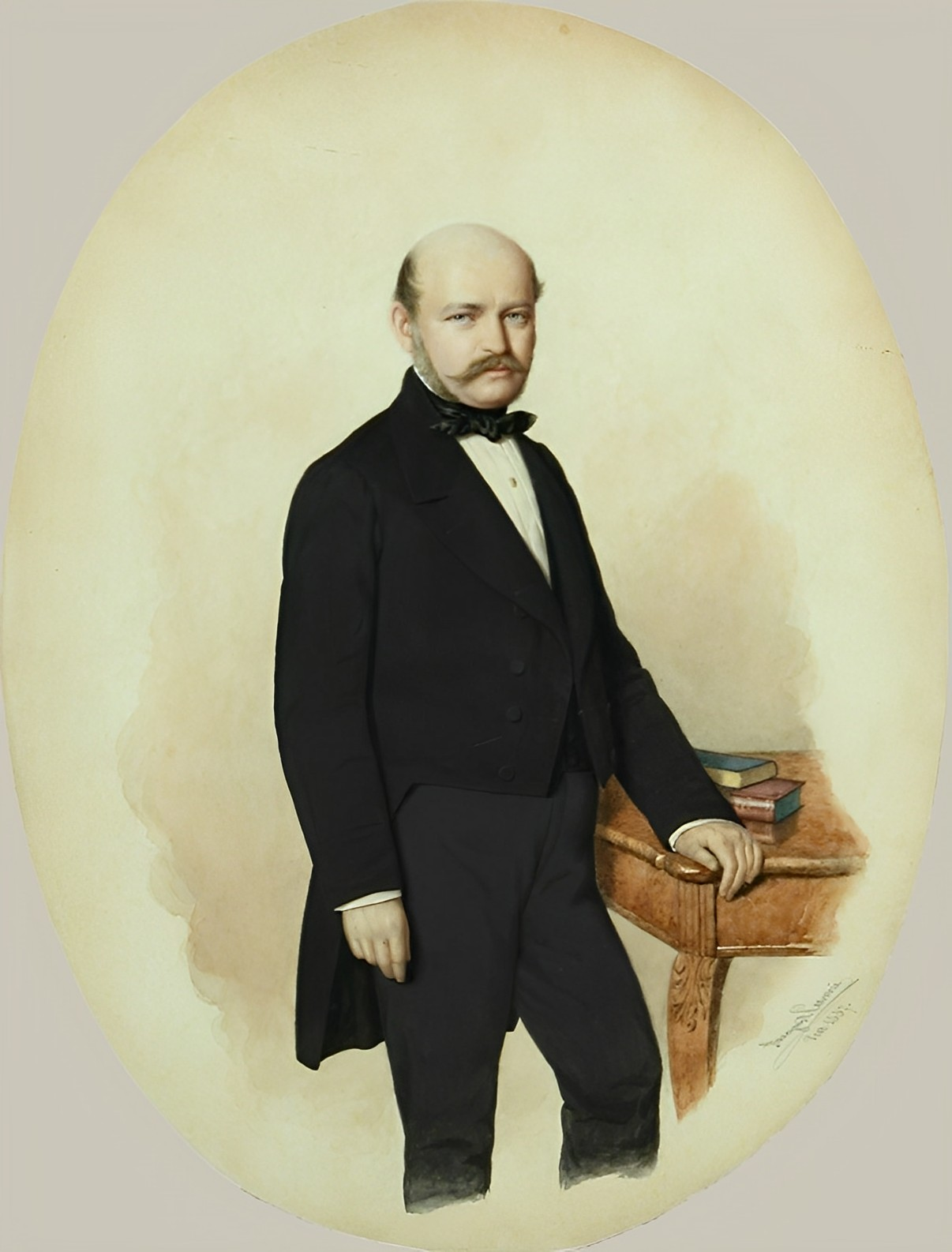
1857 (39 évesen)
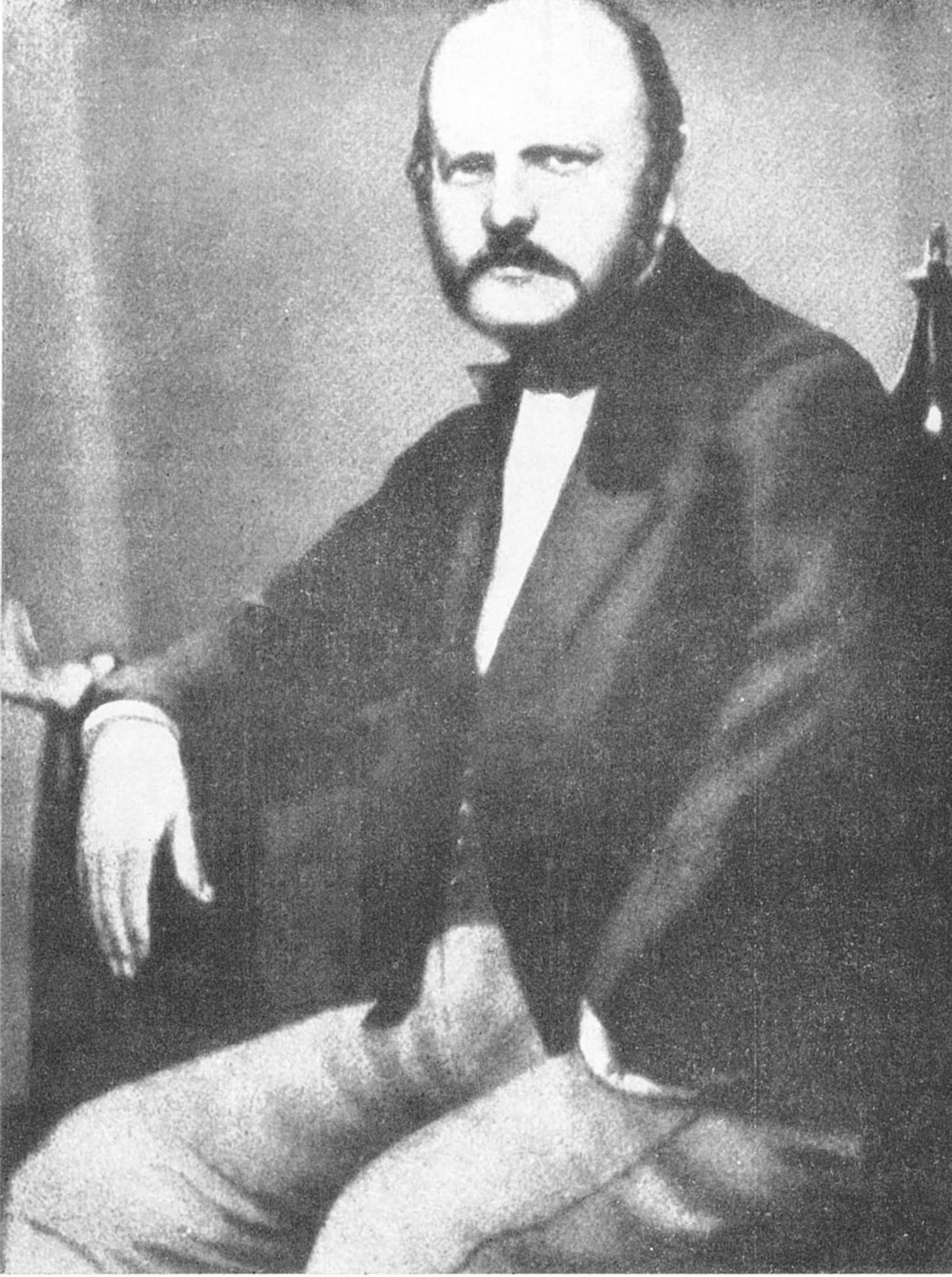
1858 (40 évesen)
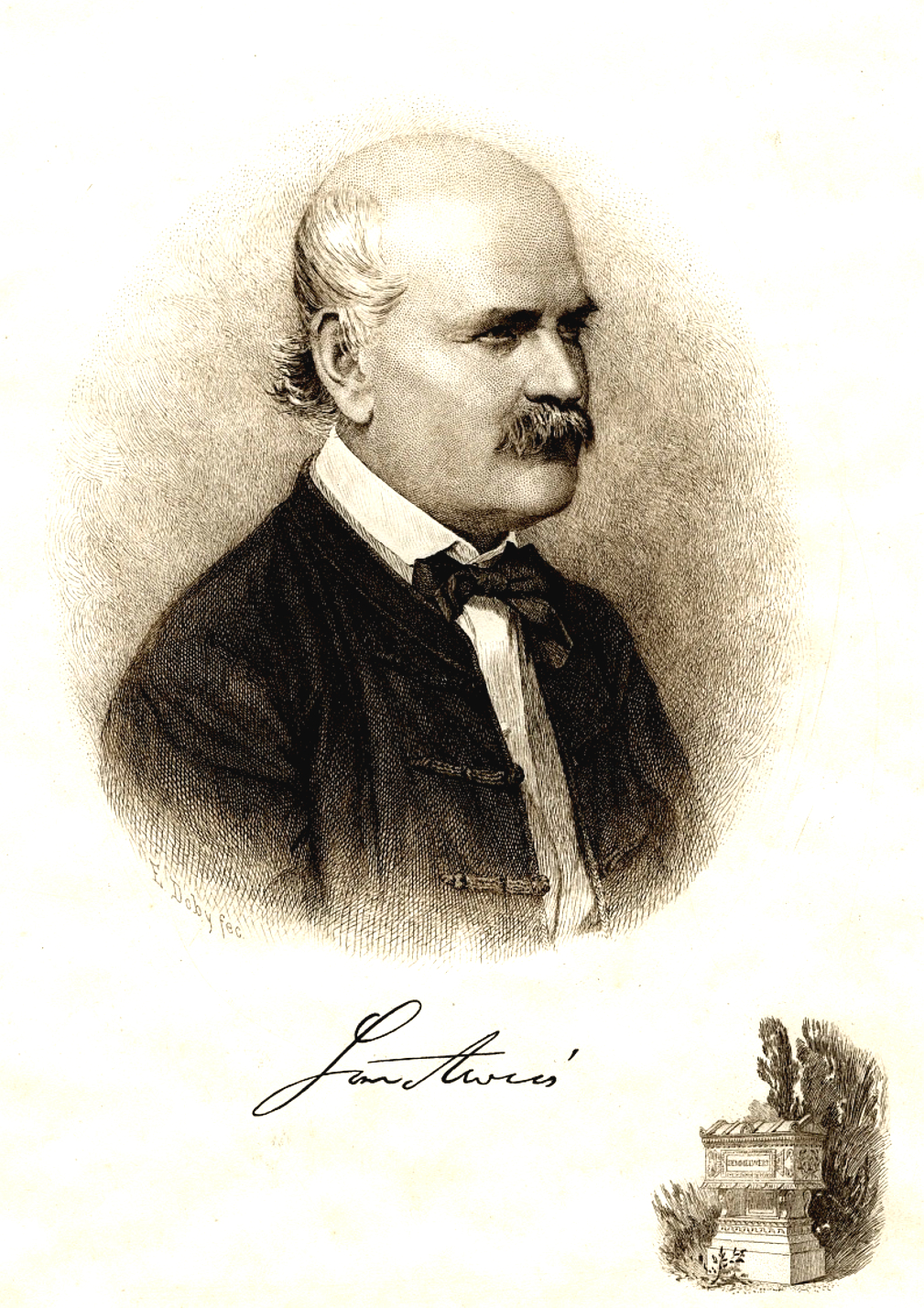
1860 (42 évesen, 1893-as rézmetszet korabeli fénykép alapján)
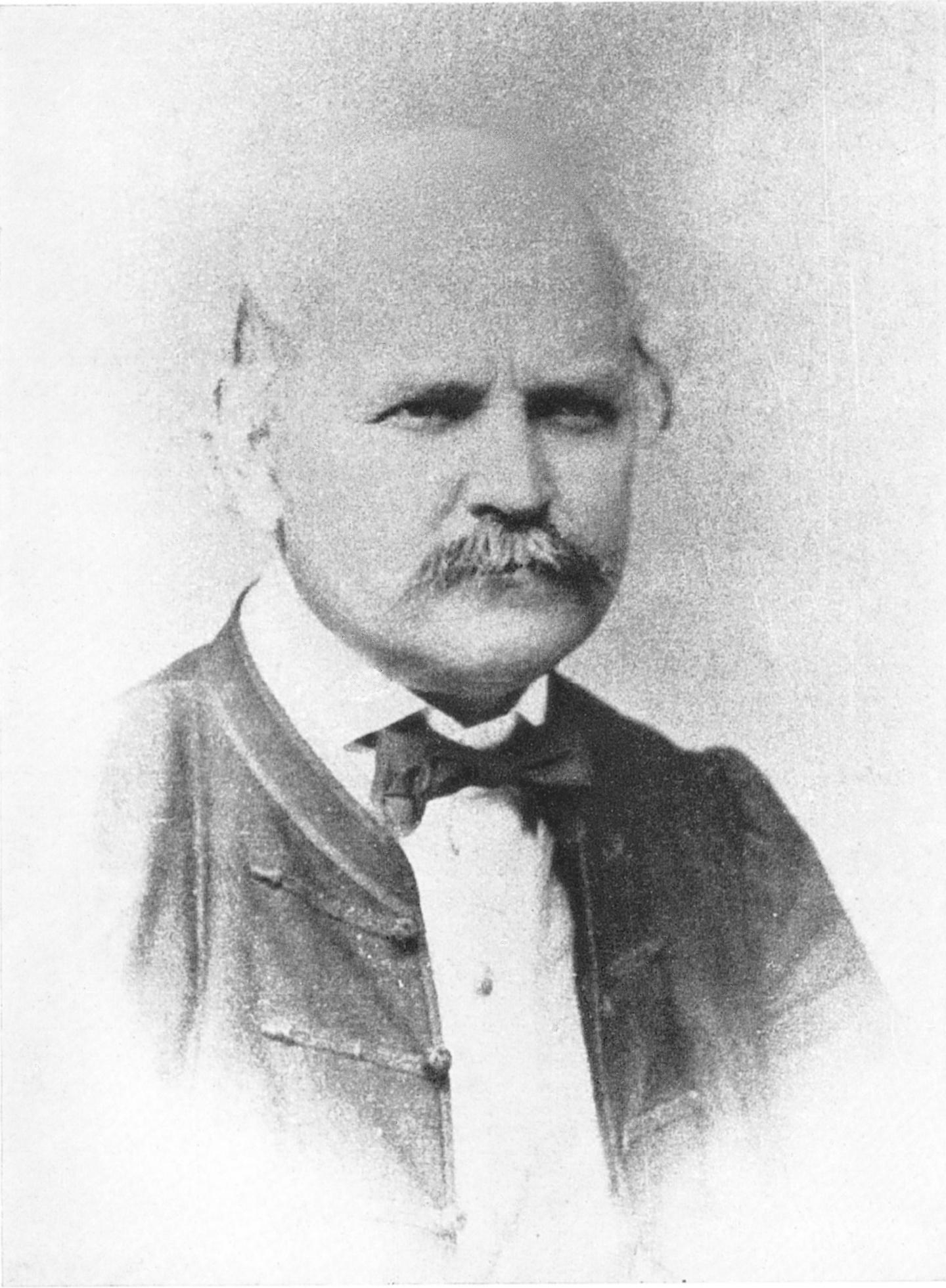
1861 (43 évesen)
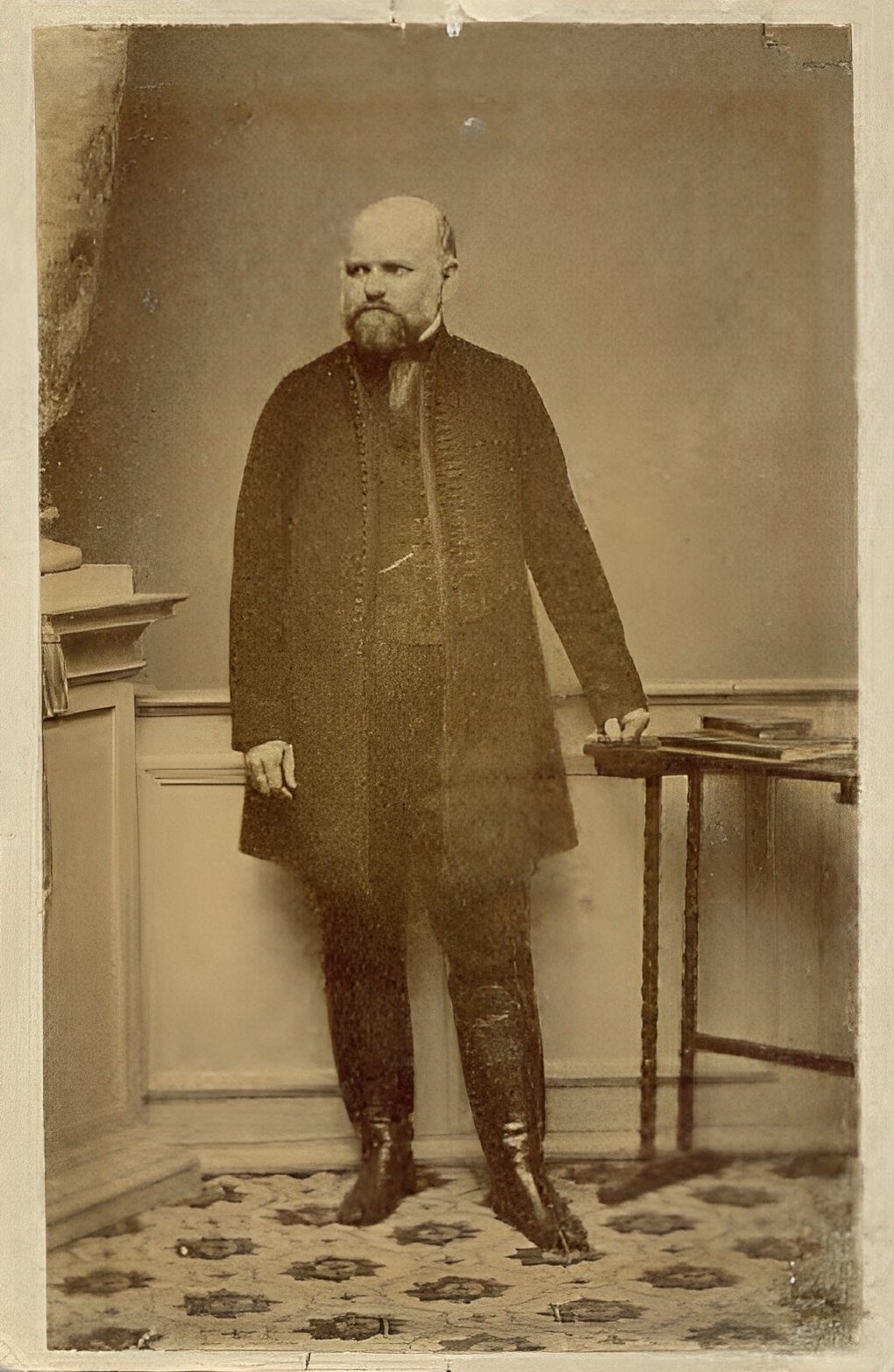
1863 (45 évesen)
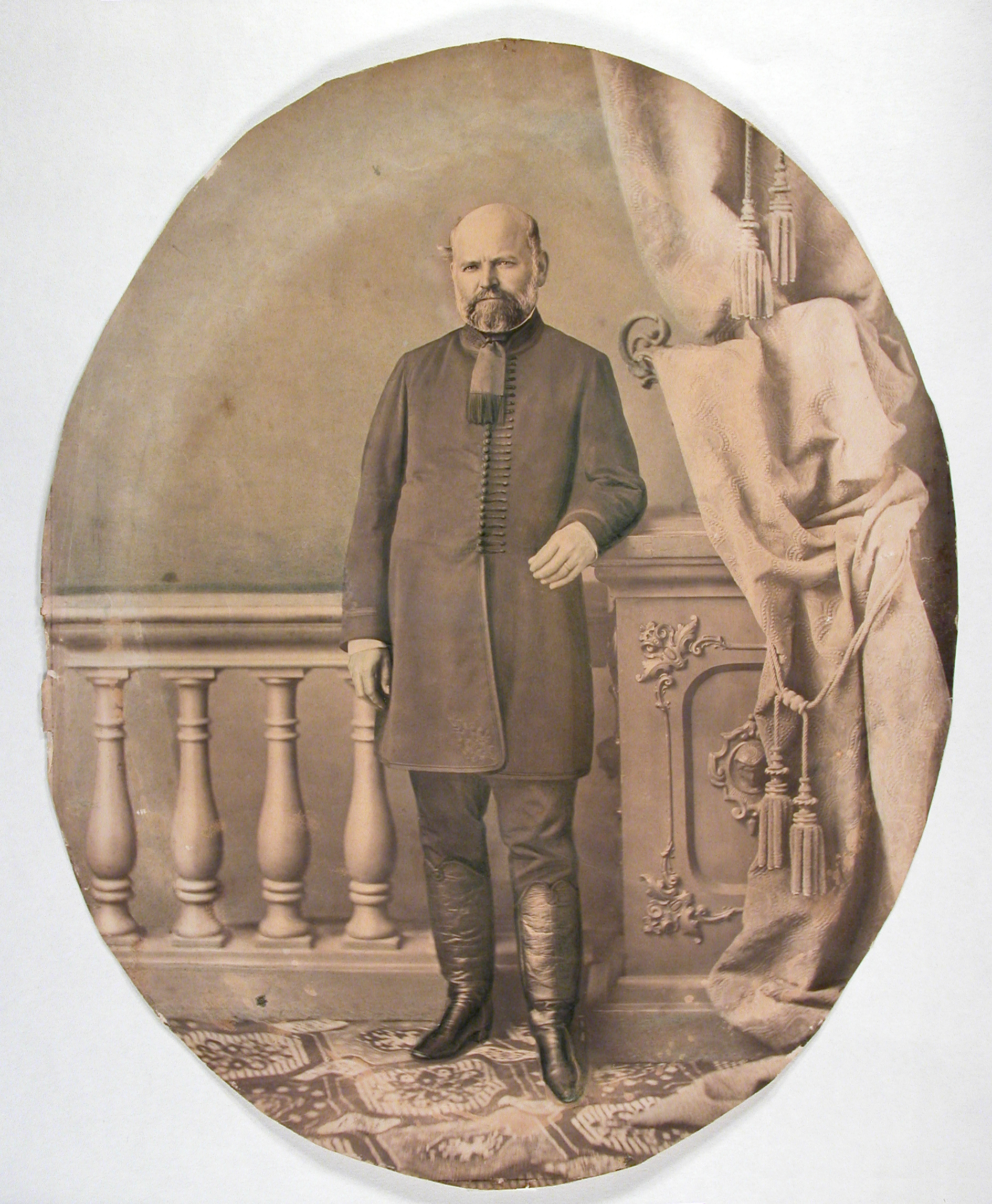
1864 (46 évesen)

## Szakirodalmi dolgozatai
- A gyermekágyi láz kórtana (Orvosi Hetilap, 1858)
- Die Aetiologie, der Begriff und die Prophylaxis des Kindbettfiebers, Wien, 1861 (tényleges megjelenés: 1860), magyar fordításban: A gyermekágyi láz kóroktana, fogalma és megelőzése, fordította: Rákóczi Katalin, Budapest, 2012, Akadémiai Kiadó, 387 o. 
  - Az 1861-es kiadás
- Semmelweis, I. Ph. (1861) Zwei offene Briefe an Dr. J. Spaeth, Professor der Geburtshilfe an der k. k. Josefs-Akademie in Wien, und an Hofrath Dr. F. W. Scanzoni, Professor der Geburtshilfe zu Würzburg. Pest, 1861
- Semmelweis, I. Ph. (1861) Zwei offene Briefe an Hofrath Dr. Eduard Casp. Jac. v. Siebold, und an Hofrath Dr. F. W. Scanzoni. Pest, 1861, (Két nyílt levél Siebold Ede G. J. dr. udvari tanácsoshoz és Scanzoni F. W.dr. udvari tanácsoshoz Semmelweis I. F.-től)
- Semmelweis, Ignaz Philipp: Offener Brief an sämmtliche Professoren der Geburtshilfe. Ofen, 1862
- Semmelweis összegyűjtött munkái (Budapest, 1906), Németül
- A méhrostdaganat kiirtása és újratermelődése – rendes lefolyású terhesség (Orvosi Hetilap, 1861)
- Az ivarvérzés körüli régibb és újabb elméletek (Orvosi Hetilap melléklete: Nő- és gyermekgyógyászat, 1864)
- Hét hónapos terhesség, rendkívüli nagyságú rostos méhpöfeteg mellett (Orvosi Hetilap, 1864)
- Az ivarvérzés és ennek rendellenességei (Orvosi Hetilap, 1864)
- A petefészektömlők műtételi kezelése (Orvosi Hetilap, 1865)
- Semmelweis Ignác magyar nyelvű szaktanulmányai az Orvosi Hetilap 1858–1865-ös évfolyamaiban, összeállította: Gazda István, Magyar Orvostörténelmi Társaság/Semmelweis Orvostörténeti Múzeum//Magyar Tudománytörténeti Intézet, Budapest, 2013
- Írásainak bibliográfiája

## Emlékezete

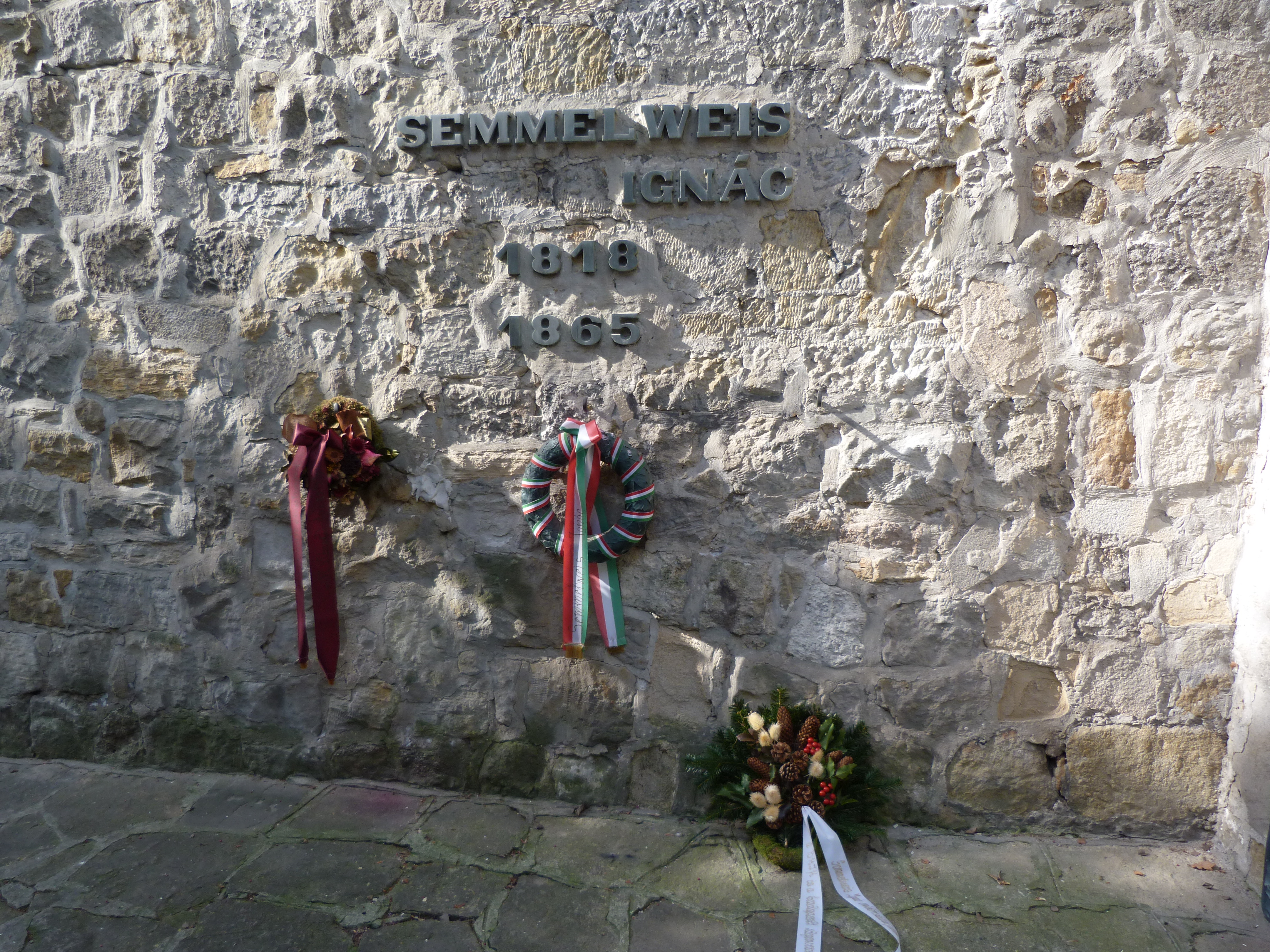
Semmelweis Ignác emlékfala (végső nyughelye) a Semmelweis Orvostörténeti Múzeum udvarán
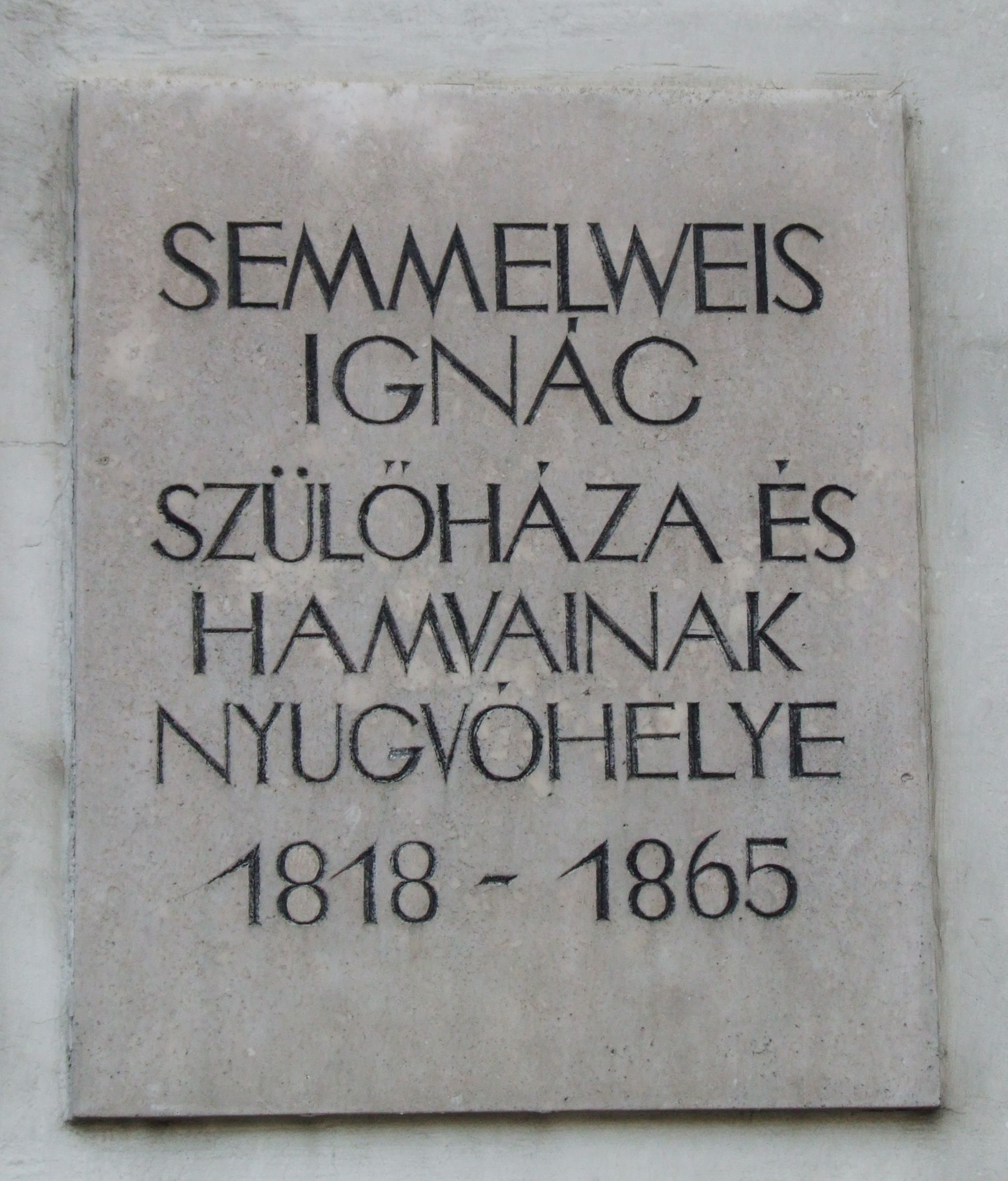
Emléktáblája a Semmelweis Orvostörténeti Múzeum falán
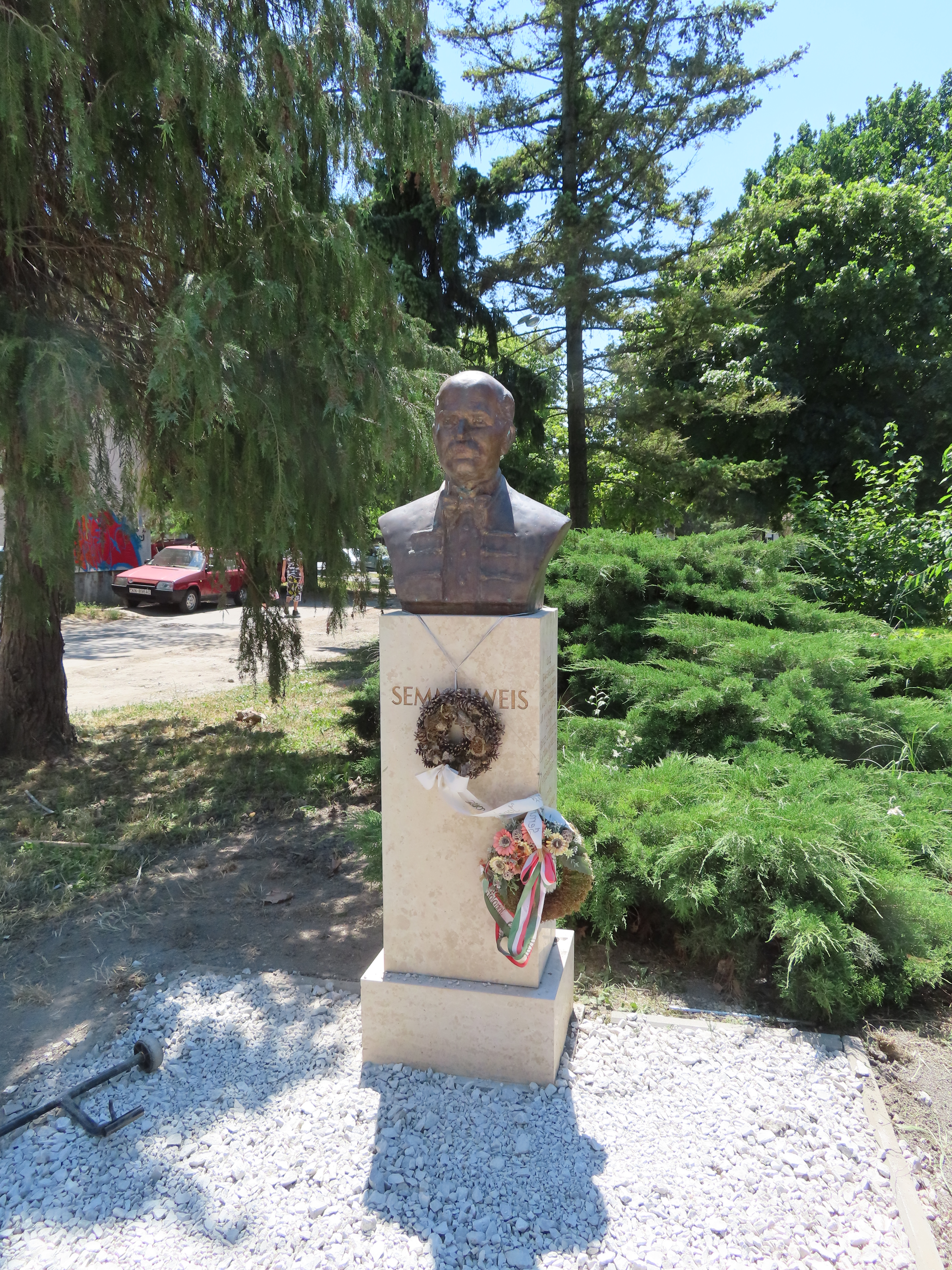
Komárom
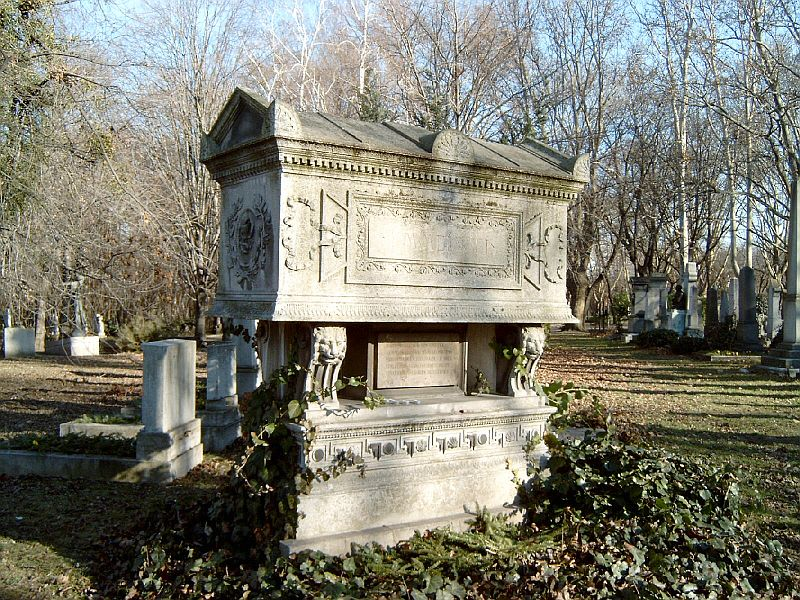
Korábbi sírhelye a Fiumei úti sírkertben (1894-tól 1963-ig ez volt a  „nyughelye”, előbb a 21. parcellában majd a 34/2-1-1 sírhelyen, ahol ma is áll.[18])

Életében nem kapta meg az őt megillető elismerést, a Magyar Tudományos Akadémia sem vette föl tagjai sorába. Az utókor azonban többféle módon adózik nagyságának:
1906-ban az eredetileg német nyelvű könyvét lefordították és A gyermekágyi láz kóroktana, fogalma és megelőzése címmel kiadták magyarul, más írásaival egy kötetbe szerkesztve, Győry Tibornak köszönhetően.
- 1906-ban az Újvilág utca felvette a nevét.
- 1906-ban Strobl Alajos Semmelweis-szobrát előbb az Erzsébet téren, majd 1948-ban a később (1952-ben) róla elnevezett egykori munkahelye, a Szent Rókus Kórház előtt állították föl.
- 1912-ben róla nevezték el az Orvosegyesület székházának auláját.
- 1965-ben hamvait szülőháza falába helyezték, és ott a róla elnevezett Orvostörténeti Múzeumot fölavatták.
- 1969. november 7-én a Budapesti Orvosi Egyetem vette fel a nevét.
- 1970-ben a kispesti egészségügyi szakközépiskola is az ő nevét kapta.
- 1974-ben róla nevezték el a kiskunhalasi Semmelweis Kórházat (korábban Erzsébet/Bessenyei kórház).
- 1991-ben egykori munkahelye, a bécsi női klinika is az ő nevét vette fel.
- 2004. október 22-én az Egyetem belső telepén leleplezték Domonkos Béla Semmelweis-szobrát.
- 2005. február 4-én a Városmajori Tudományos Ülés keretében Krasznai János szobrászművész Semmelweis-domborművét avatták föl az Ér- és Szívsebészeti Klinikán.
- Róla nevezték el a Semmelweis-reflexet.
- Az ő nevét őrzi a 4170 Semmelweis kisbolygó.
- 2012-ben az I. számú Szülészeti és Nőgyógyászati Klinika 200 évvel ezelőtti alapításának évfordulóján az eredetileg német nyelvű könyvét újra lefordítják és A gyermekágyi láz kóroktana, fogalma és megelőzése címmel kiadják magyarul.[28]
- Az UNESCO 2013-ban felvette az „anyák megmentőjének” a gyermekágyi lázzal kapcsolatos felfedezését és annak 1847 és 1861 között keletkezett primer dokumentumait A világ emlékezete program kitüntetettjeinek 1992-től bővülő listájára.
- 2018-ban Komáromban és Prágában kapott mellszobrot.[29]
- Születésének 200. évfordulója alkalmából avattak szobrot 2018. november 14-én Tokióban Semmelweis Ignác emlékére Dr. Horváth Ildikó, az EMMI egészségügyért felelős államtitkárának részvételével.[30]
- Los Angelesben, a Magyar Házban szintén szobra van.
- Chicagóban, a Nemzetközi Sebésztársaság Halhatatlanok Csarnokában a világ legjelentősebb 12 orvosának szobra között szerepel az övé.
- New Yorkban az Empire State Plaza – Biggs Laboratórium előtt áll szobra.
- Torontóban, a Mount Sinai Kórház bejárata előtt áll szobra,
- Heidelbergben a gyermekklinika előtt áll szobra.

## Filmek
- That mothers might live (Hogy élhessenek az anyák), USA, 1938, Metro-Goldwyn-Mayer/MGM (rendező: Fred Zinnemann) Oscar-díj, a legjobb rövidfilmnek
- Semmelweis, Magyarország, 1940, Mester Film (rendező: Tóth Endre)
- Semmelweis – Retter der Mütter / Semmelweis, az anyák megmentője, NDK, 1950, DEFA (rendező: Georg C. Klaren)
- Semmelweis, Magyarország, 1952 (rendező: Bán Frigyes)
- Ignaz Semmelweis – Arzt der Frauen / Semmelweis Ignác – Az anyák megmentője, Magyarország/NSZK/Ausztria, 1989, Magyar Televízió/ZDF/ORF (rendező: Michael Verhoeven)
- Semmelweis, Hollandia, 1994, Humanistische Omroep Stichting (rendező: Floor Maas)
- Docteur Semmelweis / Semmelweis doktor, Franciaország/Lengyelország, 1995 (rendező: Roger Andrieux)
- Semmelweis (rövidfilm), USA/Ausztria, 2001, Belvedere Film (rendező: Jim Berry)
- Életmentő – Semmelweis Ignác igaz története, dokumentumfilm halála 150. évfordulójára, Magyarország, 2014 (rendező: Katona Zsuzsa, hossza: 53 perc)
- Láz, Magyarország, 2019, FP Films (rendező: Cibulya Nikol, hossza: 17 perc)
- Semmelweis, Magyarország, 2023, (rendező: Koltai Lajos, hossza: 127 perc)